# St. Josef (Dubenec)

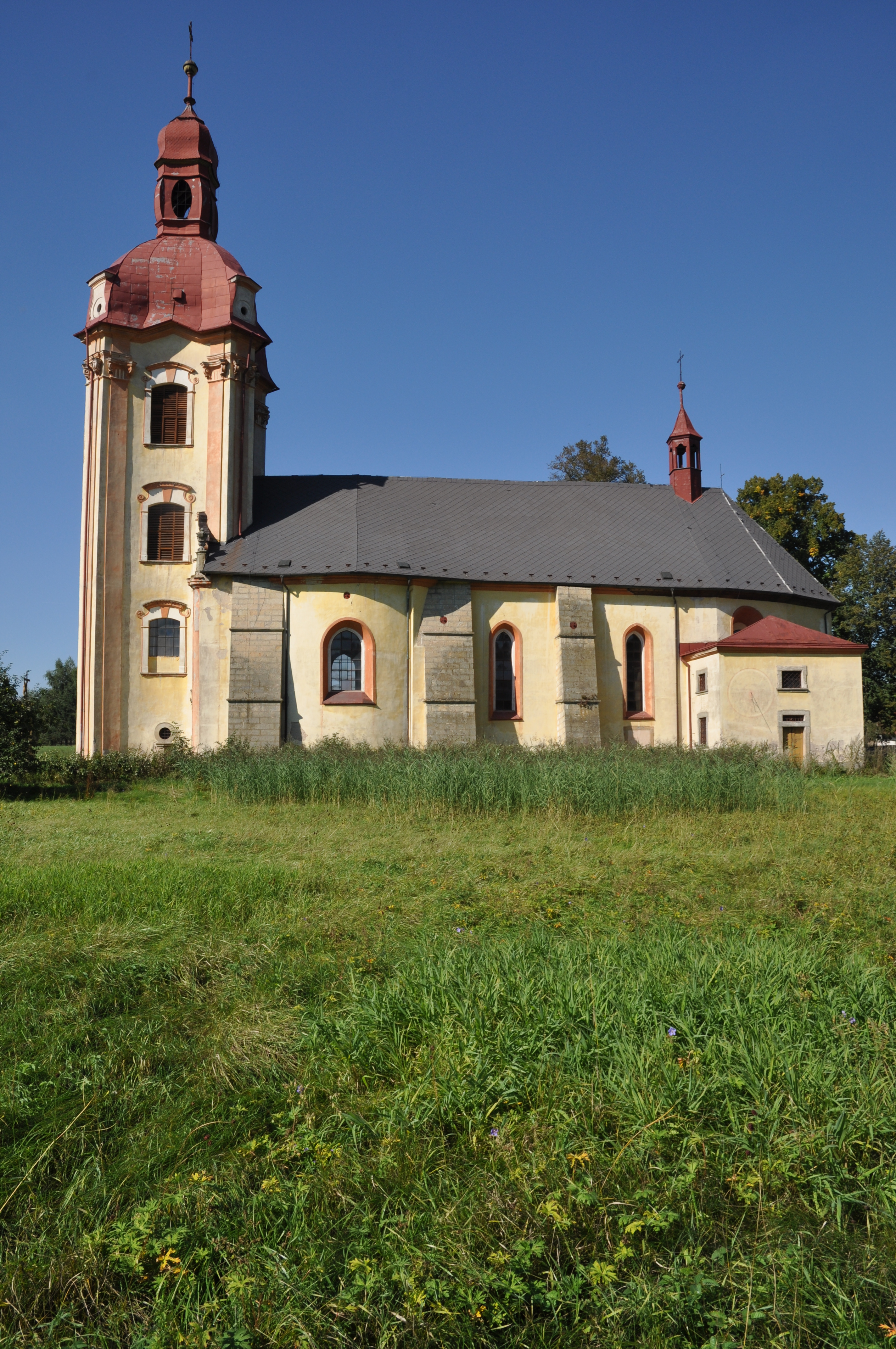
St. Josef Dubenec (Dubenetz)

St. Josef (Tschechisch: Kostel svatého Josefa) ist eine römisch-katholische Filialkirche in Dubenec (deutsch Dubenetz), einem Ort in Tschechien.

## Geschichte
Der Ort  bestand schon vor der deutschen Besiedlung und wird 1229 erstmals erwähnt. 1343 ist eine dem Heiligen Wenzel geweihte Kirche erwähnt, zwischen 1355 und 1412 sind Pfarrer nachgewiesen. Um 1600 wurde die Kirche in nachgotischem Stil neu errichtet, im Dreißigjährigen Krieg von den Schweden zerstört, 1640 aber von den Jesuiten von Grund auf neu erbaut. In den Jahren 1736–1740 wurde der Bau um den Westteil des Schiffes und den Turm erweitert und dem hl. Josef geweiht. Von 1662 bis 1773 war sie unter der Verwaltung der Schurzer Jesuiten. Heute ist die Kirche Filialkirche im Dekanat Dvůr Králové (Königinhof).

## Bauwerk
Die Kirche ist ein orientierter einschiffiger Barockbau mit Turm an der Stirnfront im Westen. An den Chor schließt im Norden die Wenzelskapelle, im Süden die Sakristei an. Das lange, schmale Schiff hat einen hufeisenförmigem Triumphbogen. Im Obergeschoss des Turmes befindet sich ein Orgelchor. Der Hauptaltar mit Holz-Säulenarchitektur zeigt mittig eine Gruppe der Hl. Familie von Georg Patzak aus Schurz. Die der Schmerzhaften Muttergottes und dem hl. Ignatius geweihten Seitenaltäre stammen von circa 1740. Eine der Glocken stammt von 1550, eine zweite von 1747, eine dritte aus dem Jahr 1831. In der Kirche befinden sich Grabplatten von Carl v. Waldstein, gest. 18. Mai 1604, Priester Georg Urwila und Jakob Topf, Superior, gest. 6. April 1689. Das anschließende Pfarrhaus ist ein einstöckiges Gebäude von 1740.